# Gneisenaustraße 52 (Mönchengladbach)

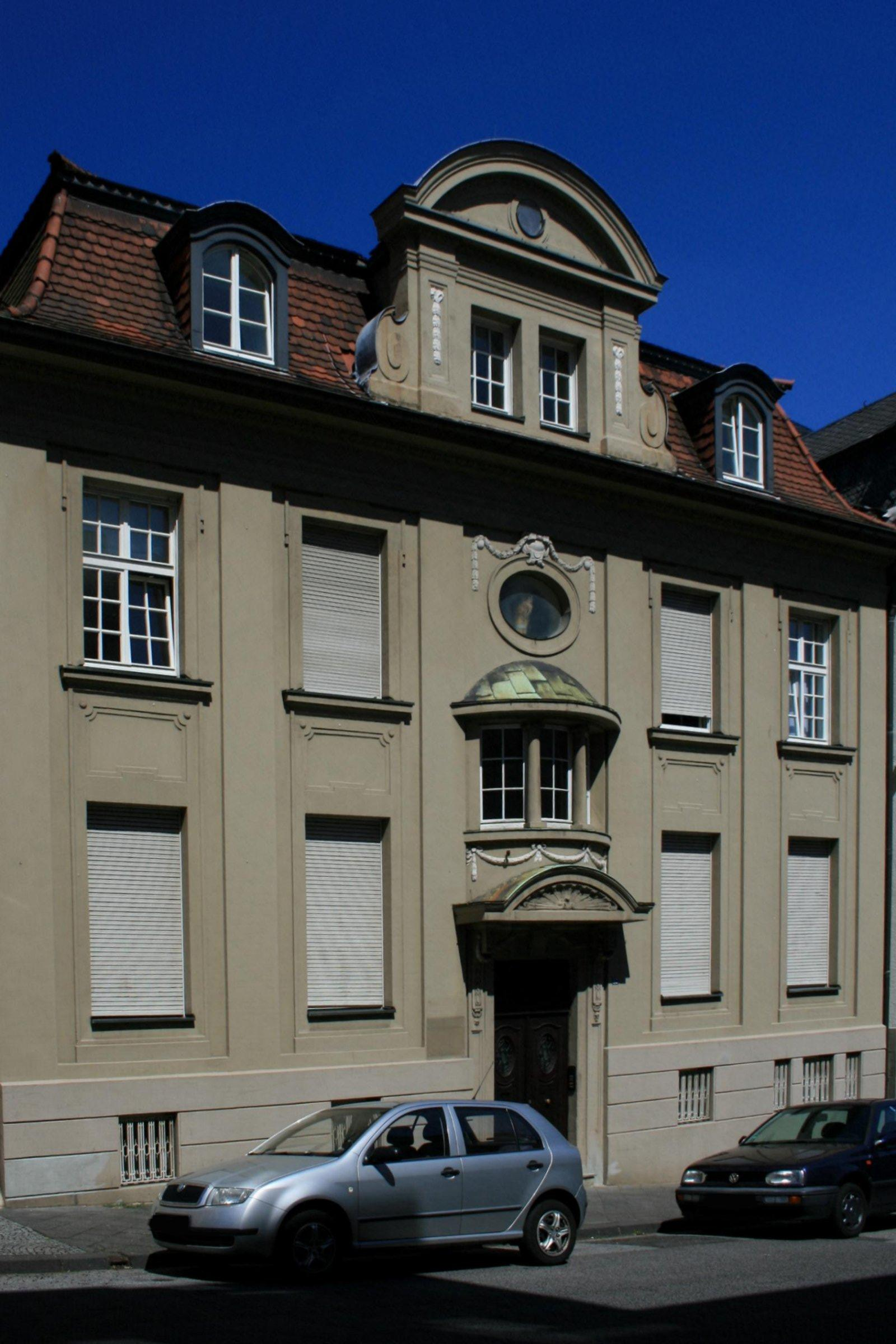
Wohnhaus (2010)

Das Wohnhaus Gneisenaustraße 52 steht in Mönchengladbach (Nordrhein-Westfalen).
Das Gebäude wurde 1910 erbaut. Es ist unter Nr. G 013 am 10. Dezember 1985 in die Denkmalliste der Stadt Mönchengladbach eingetragen worden.

## Architektur
Es handelt sich um ein zweigeschossiges Einzelwohnhaus aus der Zeit um 1910 mit fünfachsiger Straßen- bzw. vierachsiger Gartenfront und mit ausgebautem Mansardwalmdach.